# 1567
1567 је била проста година.

## Догађаји

### Јул
- 24. јул — Шкотска краљица Мери Стјуарт приморана је да абдицира због антипротестантске политике.

## Рођења

### Август
- 14. новембар — Морис Орански-Насауски, холандски војсковођа и државник
- 29. новембар — Клаудио Монтеверди, италијански композитор

### Децембар
- Википедија:Непознат датум — Санада Јукимура, јапански ратник

## Смрти

### Јануар
- Википедија:Непознат датум — Николас Вотон, енглески дипломата
- 2. мај — Марин Држић (рођен 1508)